# ثاون الإسكندراني
ثَاوُن الإسكندراني (بالإغريقية: Θέων ο Αλεξανδρεύς) من كبار علماء الإسكندرية القديمة أيام ازدهارها عاش في حدود القرن الرابع الميلادي.

## حياته
كان ثاون أستاذ الرياضيات والفلك في مكتبة الإسكندرية وآخر علمائها العظام درس ابنته هيباتيا الرياضيات والفلك وكان أعظم شارح للكتاب الفلكي الشهير المجسطي الذي ألفه بطليموس في القرن الثاني وأكمل ثاون ما وضعه بطليموس من الكسور الستينية وله نظرية اضطراب الاعتدالين التي ظلت مدة طويلة على خطئها حيث تناقض نظرية تقدم الاعتدالين الصحيحة.

## وصلات خارجية
- ثاون الإسكندراني على موقع الموسوعة البريطانية (الإنجليزية)